# وقت بديل
الوقت البديل أو الوقت بدل الضائع هو الوقت المعوِّض في مباراة كرة قدم بعد وقت اللعب العادي (45 أو 90 دقيقة) لتعويض الوقت الضائع، على سبيل المثال بسبب التبديلات أو الإصابات أو الانقطاعات بسبب الطقس أو التأخير غير المسموح به.